# Buttisholz
Buttisholz ist eine politische Gemeinde im Wahlkreis Sursee des Kantons Luzern in der Schweiz.

## Geographie
Die Gemeinde liegt östlich der Hauptverkehrsachse Luzern-Ruswil-Ettiswil im Rottal. Zur Gemeinde gehören neben dem Dorf die Weiler Gattwil, Guglern, Luternau, St. Ottilien und Soppensee sowie zahlreiche Häusergruppen und Einzelgehöfte. Die Gemeinde umfasst ein Gebiet von 1668 ha, wovon 72,1 % landwirtschaftliche Nutzfläche, 16,6 % Wald und Gehölz und 9,1 % Siedlungsfläche sind (Stand 2015/16).
Alle Nachbargemeinden liegen ebenfalls im Kanton Luzern. Diese sind Grosswangen, Menznau, Nottwil, Oberkirch und Ruswil.

## Bevölkerung
| Bevölkerungsentwicklung | Bevölkerungsentwicklung |
| Jahr                    | Einwohner               |
| ----------------------- | ----------------------- |
| 1798                    | 1187                    |
| 1850                    | 1860                    |
| 1900                    | 1394                    |
| 1970                    | 1775                    |
| 1980                    | 2058                    |
| 1990                    | 2449                    |
| 2000                    | 2680                    |
| 2004                    | 2816                    |
| 2010                    | 3153                    |
| 2020                    | 3421                    |

Die Bevölkerung wuchs bis 1850 stark. Danach sank die Zahl der Einwohner bis 1900 markant. Bis 1960 schwankte sie dann zwischen 1500 und 1700. Seither wächst sie rasch.

### Sprachen
Die Bevölkerung spricht eine hochalemannische Mundart. Bei der Volkszählung im Jahr 2000 gaben 93,54 % Deutsch, 1,94 % Albanisch und 1,42 % Italienisch als Hauptsprache an.

### Religionen – Konfessionen
Die Bevölkerung ist traditionell römisch-katholisch. Nach letzten Angaben waren 86,38 % römisch-katholische Christen. Die Minderheiten umfassen 5,22 % evangelisch-reformierte Christen, 3,10 % Konfessionslose, 2,65 % Muslime und 0,37 % orthodoxe Christen (Stand 2000).

### Herkunft – Nationalität
Ende 2022 waren von den 3421 Einwohnern 2999 Schweizer und 422 (= 12,3 %) Ausländer. Die Einwohnerschaft bestand aus 87,7 % Schweizer Staatsbürgern. Ende 2022 stammten die ausländischen Einwohner aus Portugal (106 Personen), Italien (79), Deutschland (73), Kosovo (46) und Spanien (11). 72 Personen stammten aus dem übrigen Europa, und 35 waren aussereuropäischer Herkunft.

## Geschichte

Luftbild (1958)

Am Soppensee wurde ein eisenzeitlicher Schmelzofen entdeckt. Die Ortsteile Dorf und Luternau wurden im 7. und 8. Jahrhundert durch Alemannen besiedelt. Ulrich I. von Lenzburg vermachte im Jahr 1036 einen Teil des Kirchensatzes dem Stift Beromünster. Die obere Gerichtsbarkeit verkauften die Freiherren von Wolhusen um 1290 an die Habsburger. In der Nacht zum 25. Dezember 1375 kam es zum Gefecht bei Buttisholz mit einem Zusammenstoss von 600 Eidgenossen und 3000 Guglern, welches die ersteren gewannen. Daher trägt ein Weiler den Namen Guglern. Nach der Schlacht bei Sempach 1386 kam der Ort vom Amt Wolhusen zur Landvogtei Ruswil. Während die obere Gerichtsbarkeit bei Luzern lag, wechselte die niedere Gerichtsbarkeit häufig die Herrschaft. 1348 verkauften die Herren von Sursee-Tannenfels diese an die Deutschritter, zuerst an die von Sumiswald, später von Hitzkirch. Im Jahr 1678 erwarben die Herren von Sonnenberg sie und traten sie im Jahr 1779 an die Pfyffer von Altishofen ab, deren Ältester sich ab diesem Zeitpunkt Pfyffer-Feer von Buttisholz nannte und auf Schloss Buttisholz wohnte. Es gab zwei grosse Dorfbrände. Der erste hat sich im Jahr 1563 ereignet, und beim zweiten, am 16. August 1861, wurde mit 42 abgebrannten Häusern praktisch das ganze Dorf vernichtet. Das Dorf wurde danach im Auftrag der Luzerner Regierung einheitlich im spätklassizistischen Stil wieder aufgebaut. Die Gemeinde gehört seit 1803 zum neu gegründeten Amt Sursee.

## Politik

### Gemeinderat
Der Gemeinderat Buttisholz besteht aus fünf Mitgliedern und ist wie folgt aufgestellt (Legislatur 2020–2024):
- Franz Zemp (CVP): Gemeindepräsident
- Oscar Küng (FDP): Ressort Bau
- Anita Lustenberger (CVP): Ressort Finanzen
- Anton Petermann (SVP): Ressort Soziales
- Thomas Tschuppert (CVP): Ressort Bildung

### Kantonsratswahlen
Bei den Kantonsratswahlen 2023 des Kantons Luzern betrugen die Wähleranteile in Buttisholz: Mitte (mit GenMitte) 42,05 %, SVP 30,29 %, FDP 10,49 %, Grüne (mit JG und GrüneKuG) 6,82 %, SP (mit JUSO) 5,31 % und glp 5,03 %.

### Nationalratswahlen
Bei den Schweizer Parlamentswahlen 2023 betrugen die Wähleranteile in Buttisholz: Mitte 41,7 %, SVP 30,8 %, FDP 11,6 %, SP 5,5 %, glp 4,3 %, Grüne 3,7 %, übrige 2,4 %.

## Wirtschaft
Bei der letzten Volkszählung 2000 lebten 1406 Erwerbstätige in der Gemeinde. Eine Minderheit arbeitete im Ort (vor allem in den 95 Landwirtschaftsbetrieben), doch 740 Personen waren Wegpendler (in Nachbargemeinden sowie nach Sursee, Luzern und Emmen). Doch es gibt mit (Stand 2000) 595 Zupendlern auch erstaunlich viele Leute, die von auswärts nach Buttisholz arbeiten kommen. Im Jahr 2001 arbeiteten in der ehemaligen Bauerngemeinde noch 24,4 % der Erwerbstätigen in der Landwirtschaft, 44,7 % in Industrie und Gewerbe und bloss 30,9 % in Dienstleistungsberufen. Der grosse Anteil des Industriebereichs liegt in der Gründung und Ansiedlung von Firmen im Bereich Holzverarbeitung, Maschinen- und Pumpenbau und Bauunternehmen. Der Tourismus spielt eine unbedeutende Rolle.

## Verkehr
Die Gemeinde liegt 8 km vom nächsten Autobahnanschluss (A2) in Sursee entfernt. Es führt, da das Projekt der Rottalbahn nie verwirklicht wurde, keine Bahnlinie durch Buttisholz. Der nächstgelegene Bahnhof ist in Nottwil. Dennoch ist die Gemeinde per Bus gut durch den Öffentlichen Verkehr erschlossen. Die Buslinien Luzern-Buttisholz-Ettiswil und Sursee-Ruswil führen durch die Gemeinde.

## Bildung
Die Gemeinde verfügt über ein komplettes Bildungsangebot vom Kindergarten bis zur Sekundarschule. Im Schuljahr 2022/2023 gingen 63 Kinder in den Kindergarten. 228 besuchten die Primarschule und 137 die Sekundarschule.

## Galerie

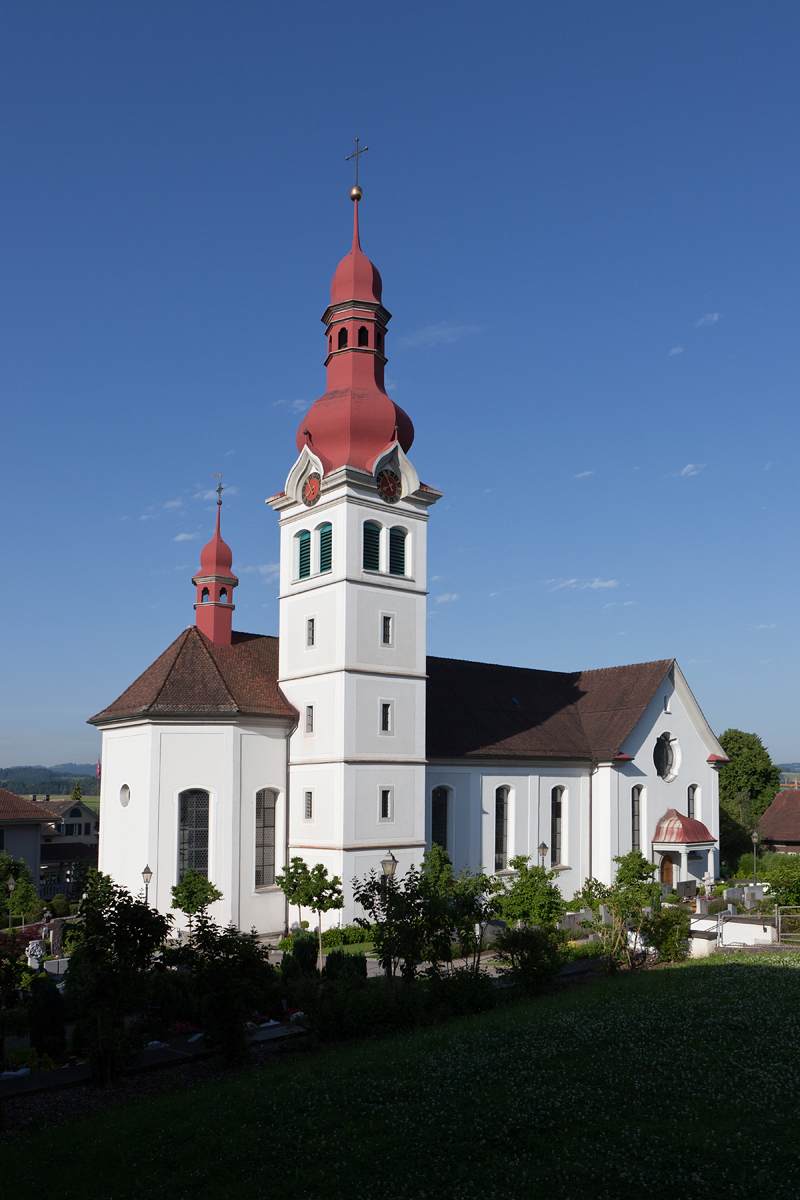
Kath. Kirche St. Verena
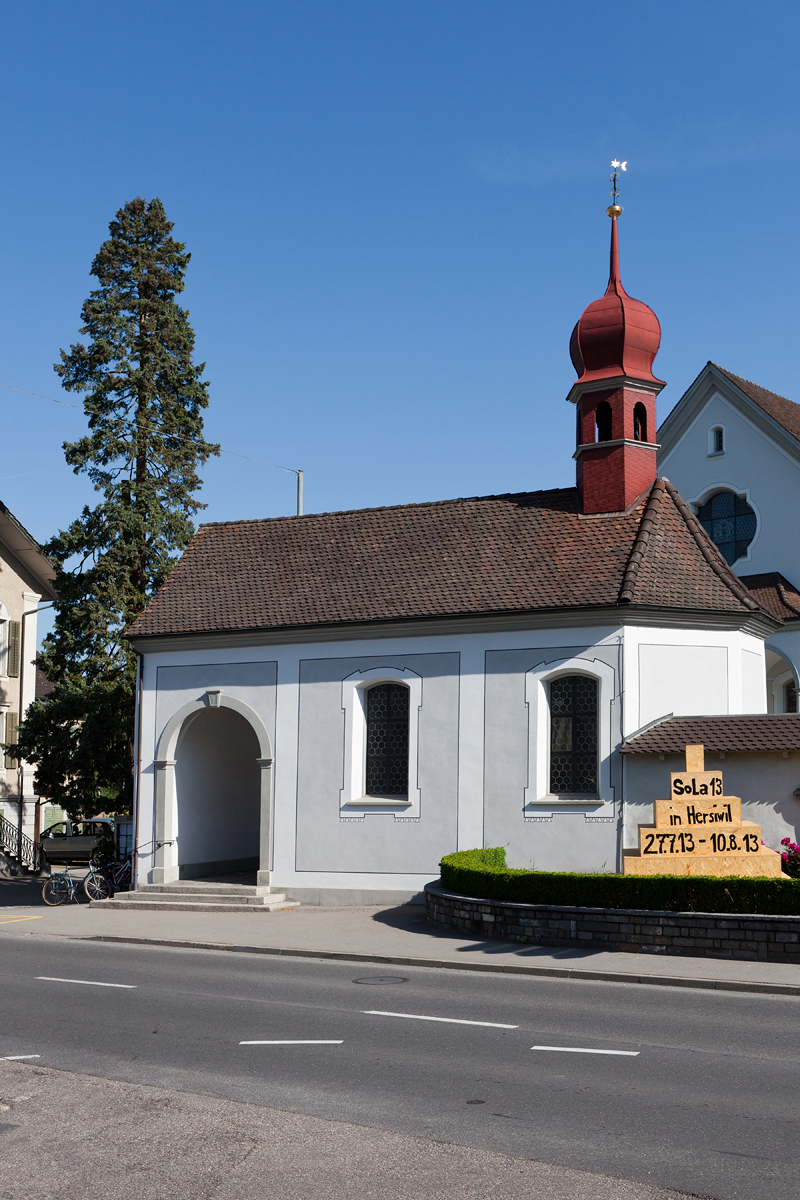
Beinhauskapelle St. Michael
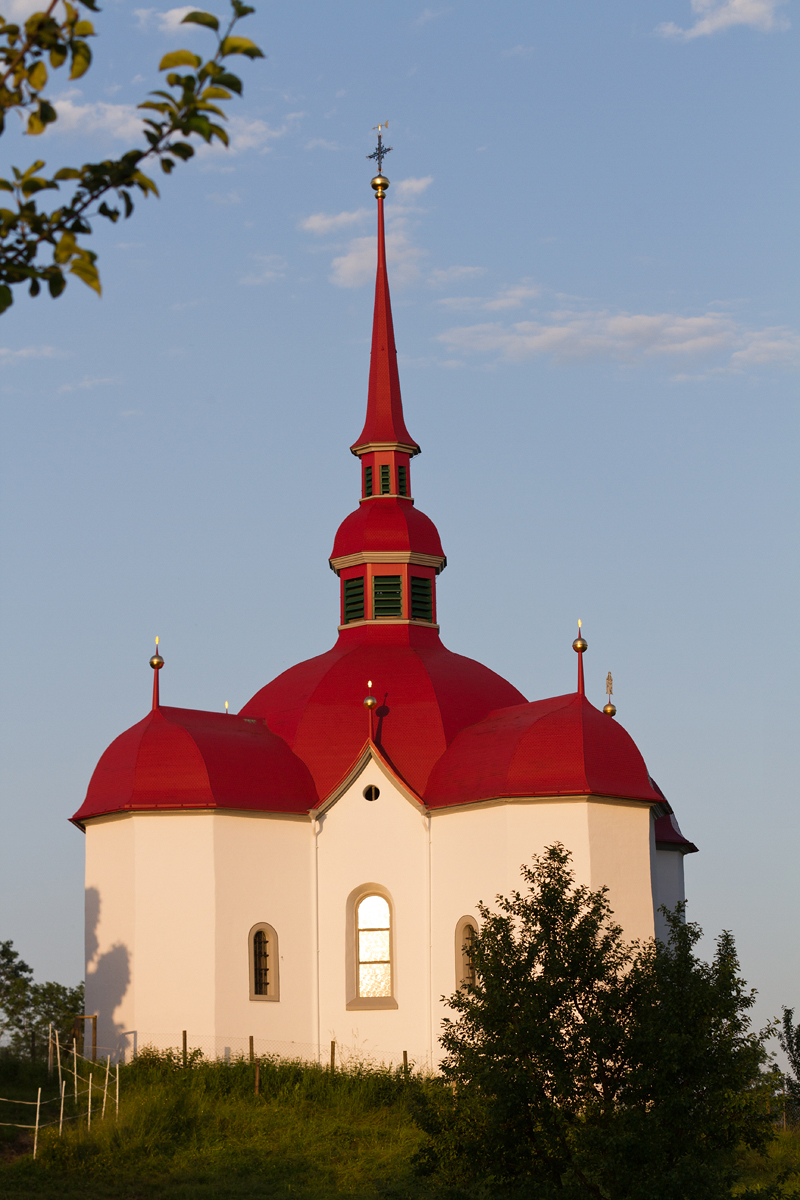
Wallfahrtskapelle St. Ottilien
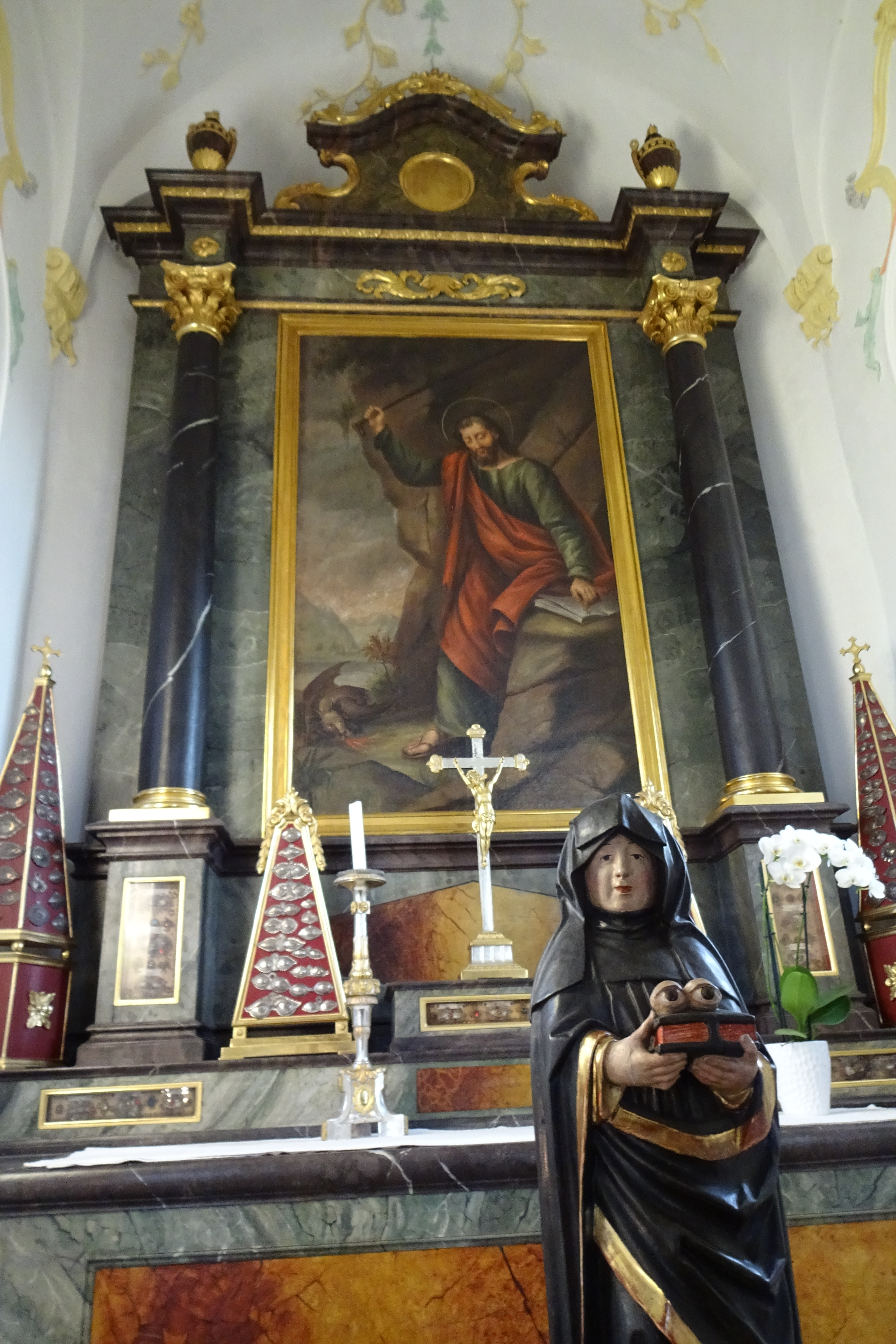
Wallfahrtskapelle St. Ottilien: Innenausstattung, Seitenaltar rechts
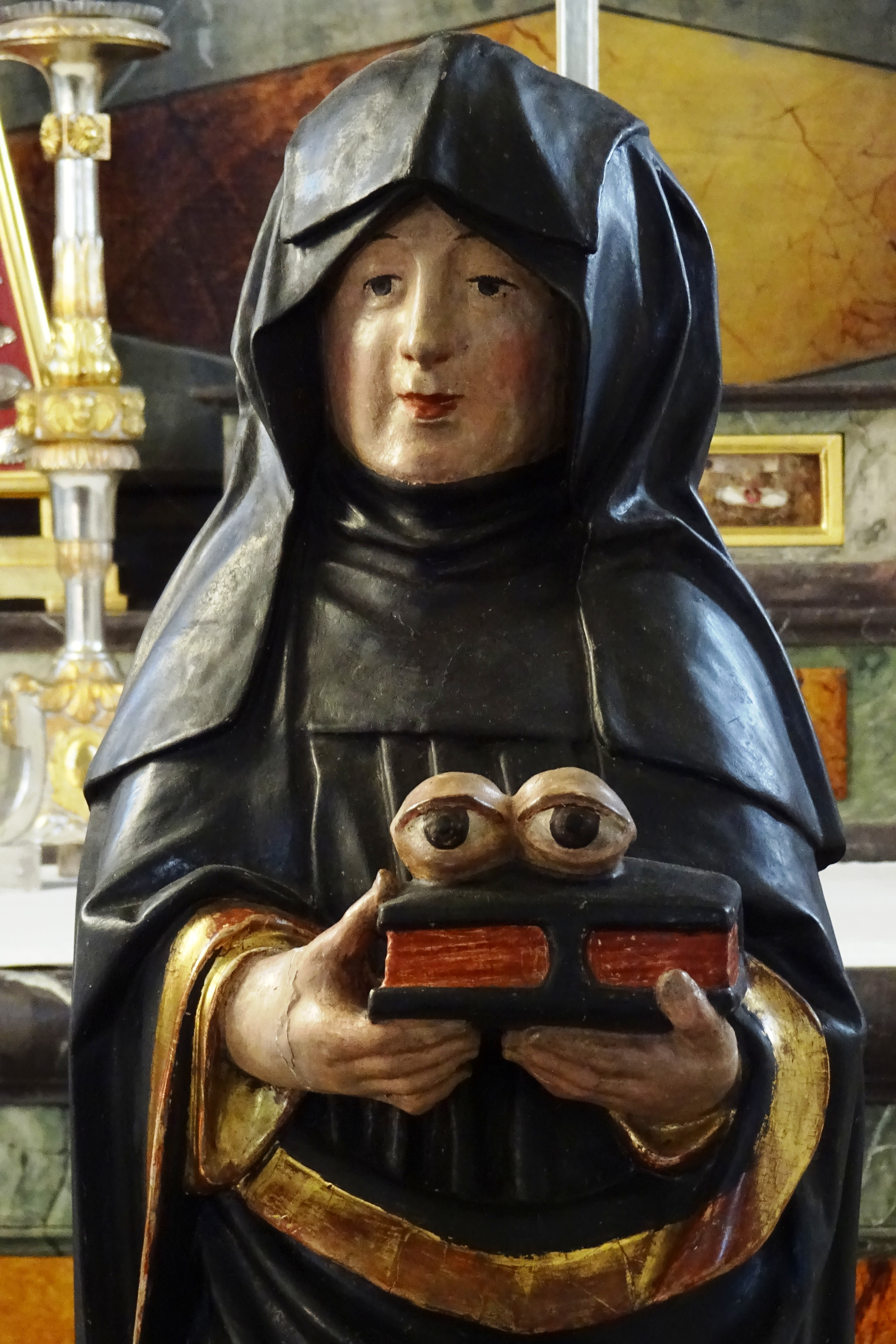
Wallfahrtskapelle St. Ottilien: Innenausstattung, Seitenaltar rechts – Gnadenbildnis der heiligen Ottilia
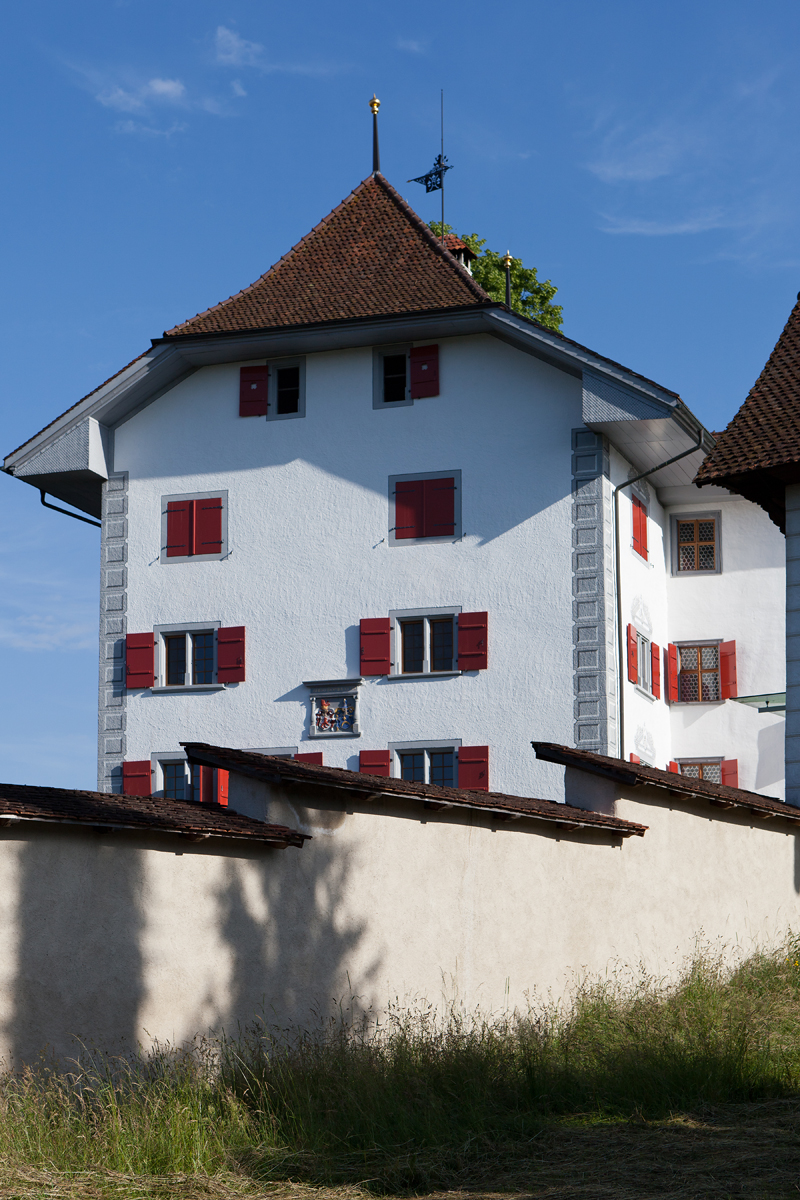
Schloss Buttisholz
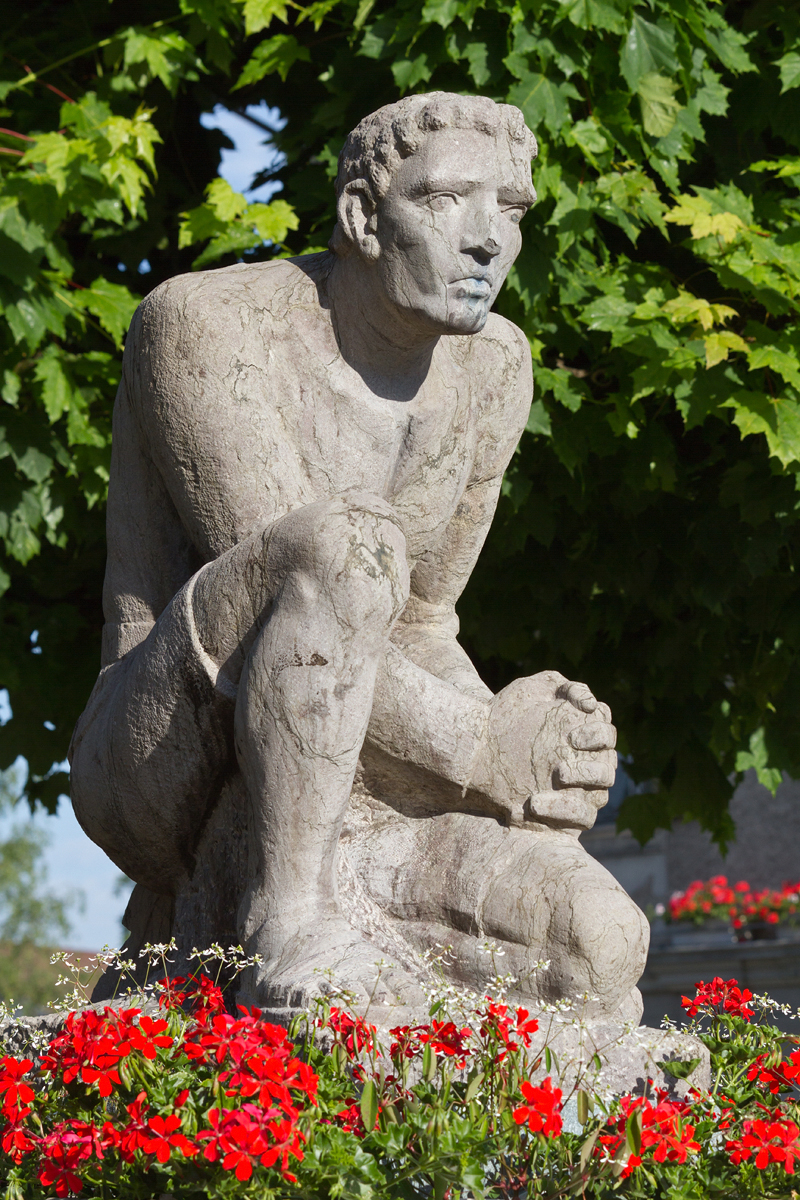
Guglerbrunnen (Dorfbrunnen)
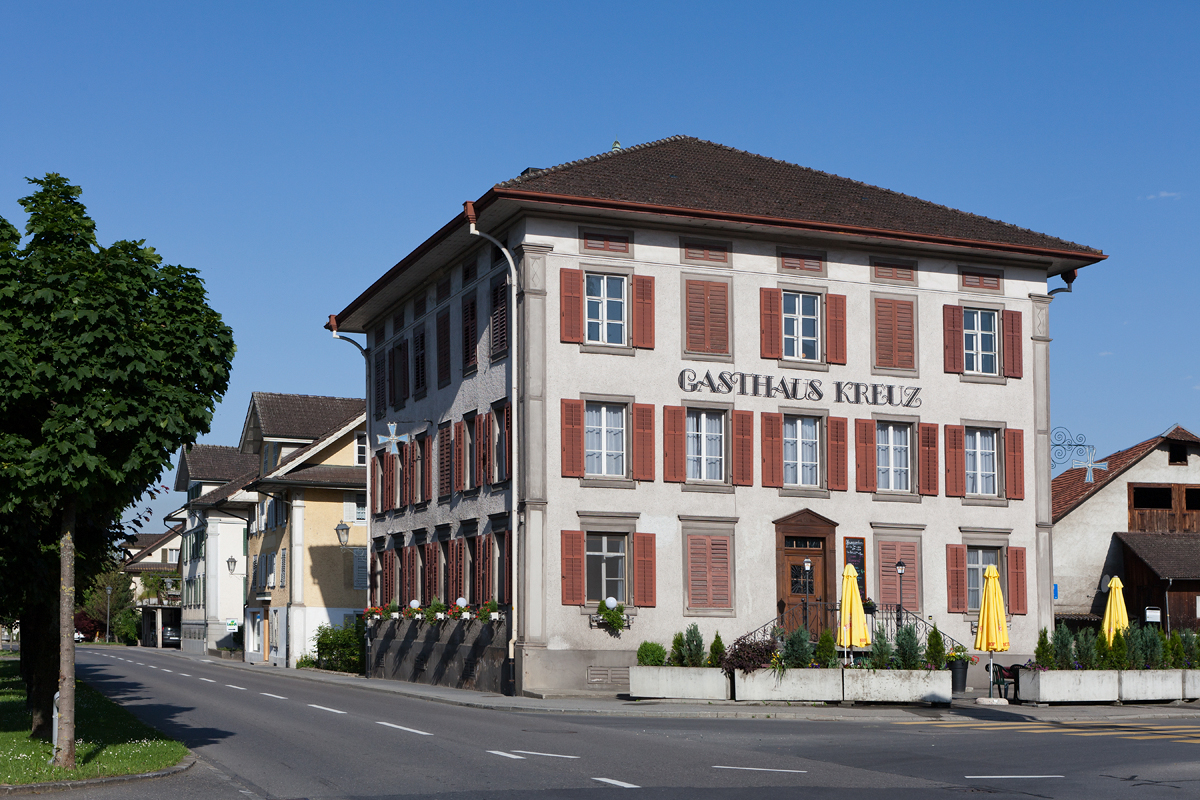
Strassenzeile mit Gasthaus Kreuz
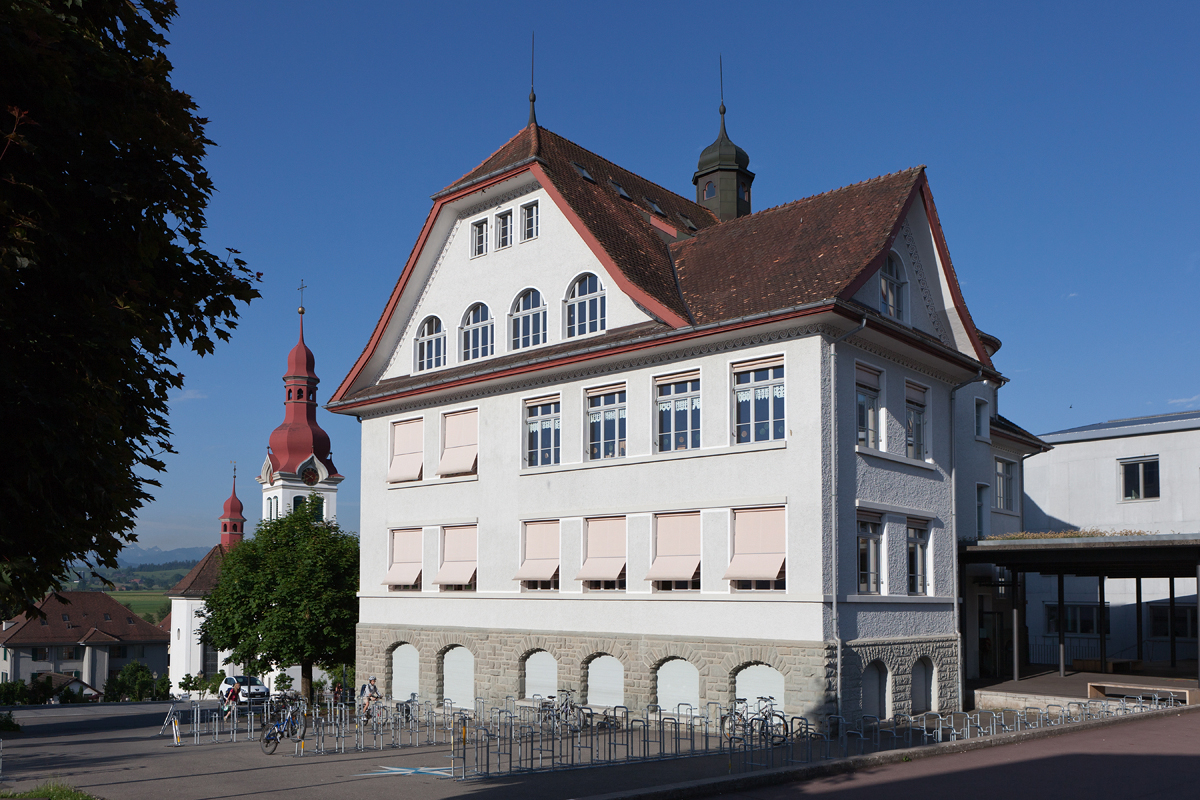
Schulhaus A (1910)
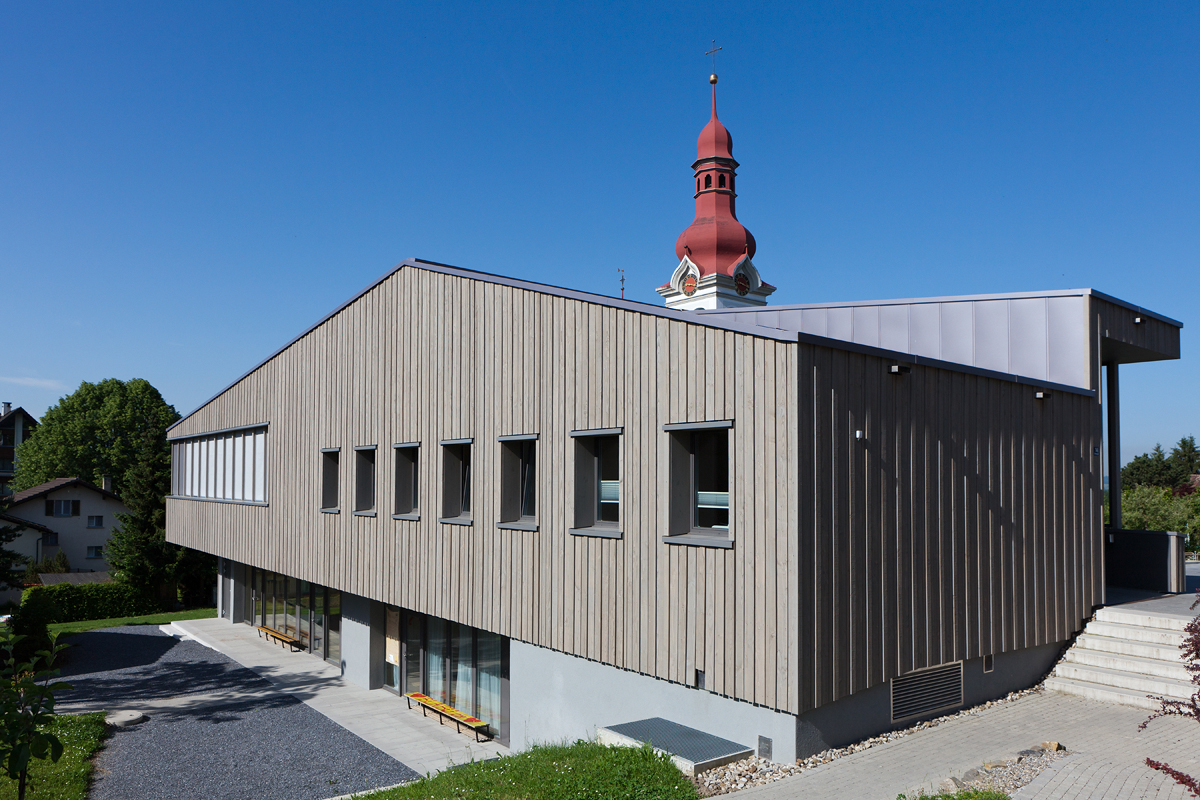
Träff 14
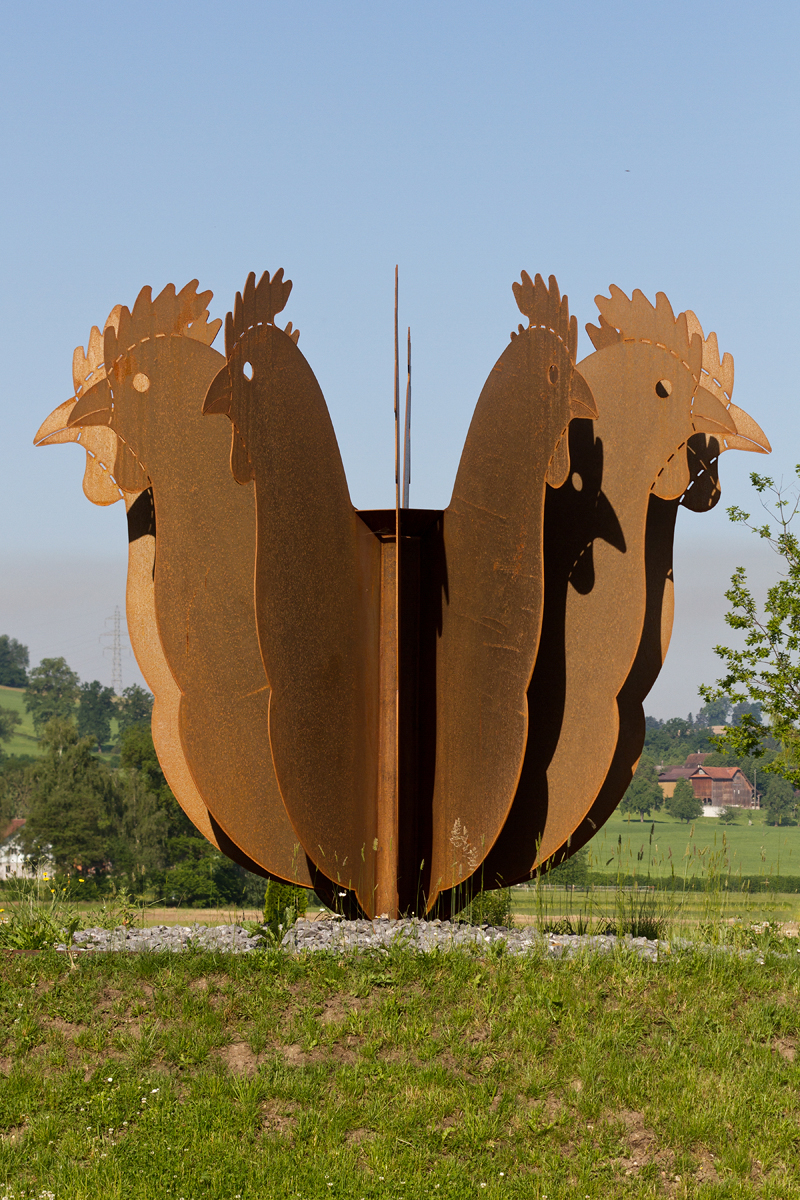
Gluggere-Kreisel
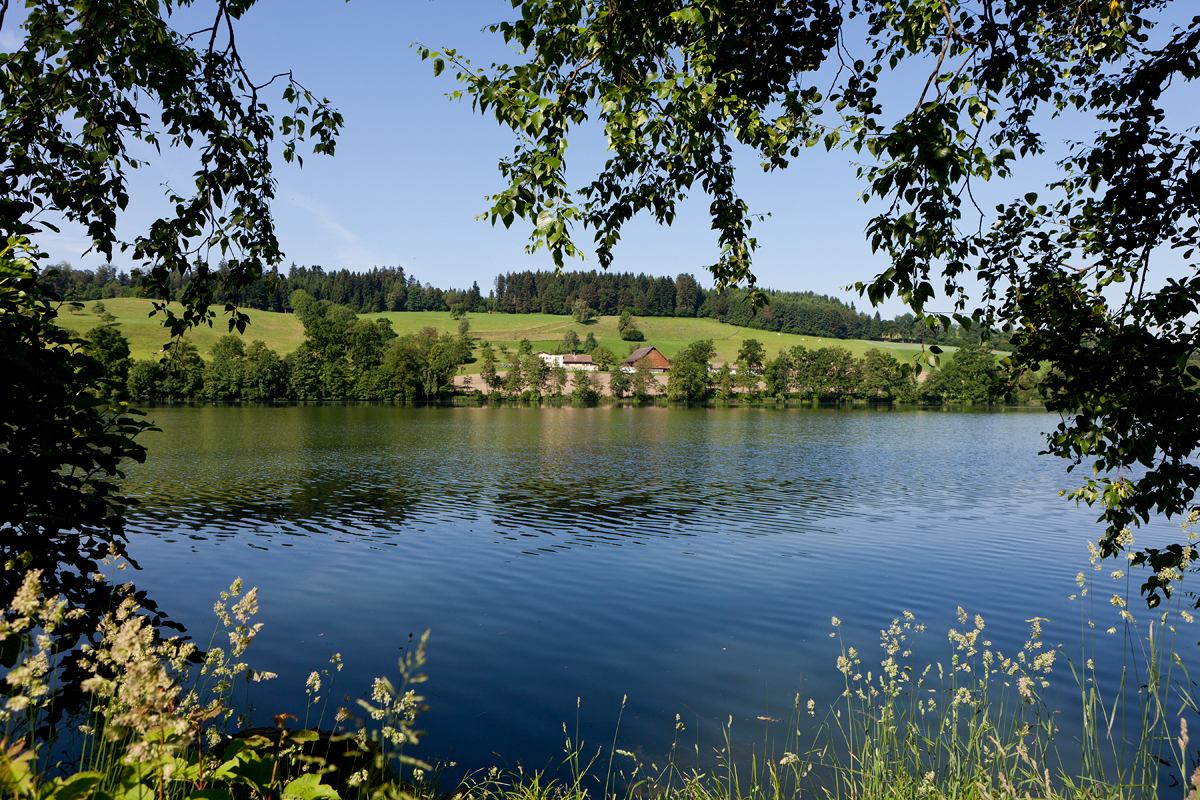
Soppensee
Buttisholz

## Sehenswürdigkeiten
- Die Wallfahrtskapelle St. Ottilien

## Persönlichkeiten
- Gottfried Boesch (1915–1983), Historiker und Hochschullehrer